# Andra ringlinjen
Andra ringlinjen (ryska: BKL - Большая кольцевая линия) är en tunnelbanelinje som nu byggs i Moskvas tunnelbana. Linjen ska bli en stor ring utanför den befintliga ringlinjen Koltsevajalinjen, och på linjen ska det gå att byta till alla de nio tunnelbanelinjer som går in mot centrum.
Andra ringlinjen kommer successivt att öppnas i etapper. Sommaren 2017 planeras etapp 1 att öppnas (Delovoj Tsentr - Nizjnjaja Maslovka). Hela ringen beräknas vara komplett år 2019. Andra ringlinjen ska då bestå av 30 stationer och ha en längd på 58,3 kilometer. Den lilla Kachovskajalinjen med sina tre stationer kommer att ingå som en del i andra ringlinjen. 
Andra ringlinjen kommer att ha en sticklinje med två stationer, sticklinjen invigs 2017 och startar med Delovoj Tsentr vid Moskvas internationella affärscentrum, därefter Sjelepicha för att sedan ansluta till ringen vid Chorosjovskaja.

## Etapp 1

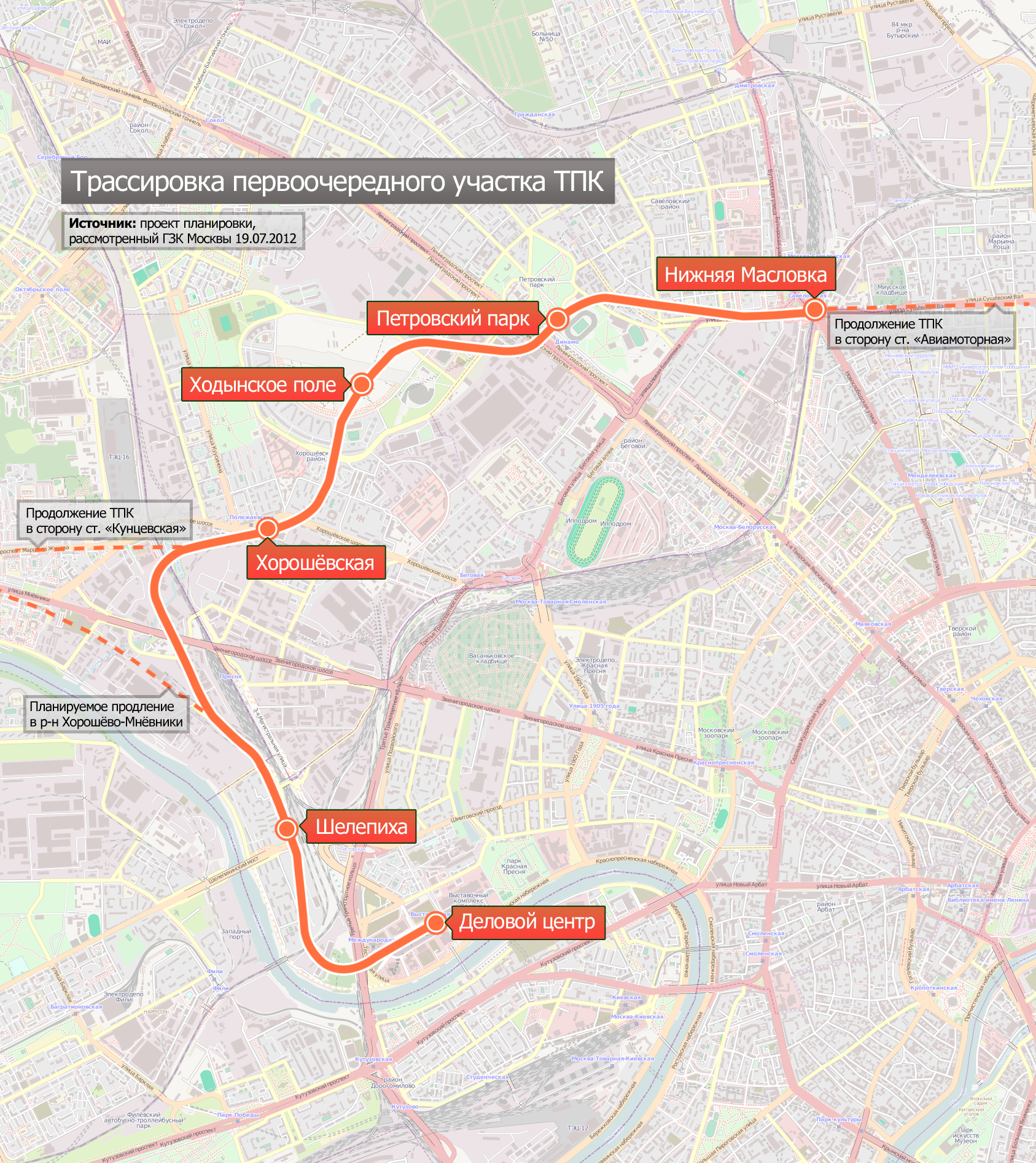
De sex första stationerna som ska öppnas 2017

Andra ringlinjen kommer att öppnas i etapper. Den första sektionen ska öppnas 2017, med start från stationen Delovoj tsentr vid Moskvas internationella affärscentrum väster om stadskärnan för att därefter gå norrut. De sex stationerna kommer att vara:
- Delovoj Tsentr
- Sjelepicha
- Chorosjovskaja (Bytesstation till Polezjajevskaja på  Linje 7)
- TsSKA
- Petrovskij park (Bytesstation till Dinamo på  Linje 2)
- Nizjnjaja Maslovka (Bytesstation till Savjolovskaja på  Linje 9)